# Supersypnoides lilacina
Supersypnoides lilacina är en fjärilsart som beskrevs av John Henry Leech 1900. Supersypnoides lilacina ingår i släktet Supersypnoides och familjen nattflyn. Inga underarter finns listade i Catalogue of Life.